# Hugo Doornhof
Hugo Doornhof (Nijkerkerveen, 18 februari 1978) is een Nederlandse advocaat en een politicus namens het CDA.
In het dagelijks leven is Doornhof advocaat bestuursrecht. In april 2013 is hij benoemd tot partner bij AKD Amsterdam.
In 2000 werd Doornhof met voorkeurstemmen gekozen in de gemeenteraad van Nijkerk. Op 23-jarige leeftijd werd hij de jongste gemeentelijke lijsttrekker. Na zijn vertrek uit de politiek in maart 2014 werd hij benoemd tot Lid in de Orde van Oranje-Nassau. Bij de Eerste Kamerverkiezingen van 2019 werd Doornhof gekozen als lid van de Eerste Kamer. Voor de Eerste Kamerverkiezingen van 2023 stond Doornhof op plek 3, achter lijsttrekker Theo Bovens en Greet Prins.

## Persoonlijk
Doornhof is geboren en opgegroeid in Nijkerkerveen, woont in Bussum, is getrouwd en heeft één zoon en één dochter. Zijn moeder en grootvader waren gemeenteraadslid in Nijkerk
Janny Bakker · Theo Bovens · Hugo Doornhof · Greet Prins · Theo Rietkerk · Madeleine van Toorenburg
- Parlement.com: vkvxcdjb8sf9